# Englum
Englum is een streekje in de gemeente Westerkwartier in de Nederlandse provincie Groningen. Het ligt tussen Oldehove en Saaksum tegen de vroegere dijk van het Humsterland langs het Reitdiep. Deze waarschijnlijk 12e-eeuwse dijk werd in 1623 verplaatst ten noorden van De Kampen om een aantal meanders van het Reitdiep te kanaliseren.

## Wierde
Het buurtje is vernoemd naar de gelijknamige wierde ten noorden van de Englumerweg. De wierde van Englum, ook Leege Wier (= lage wierde) genoemd, vormt onderdeel van de wierdenrij op de zuidelijke kwelderwal van het Reitdiep (waarvan ook o.a. de wierden van Ezinge, Feerwerd, Garnwerd en Saaksum deel uitmaken) en is waarschijnlijk nooit meer dan een huiswierde geweest. De wierde zou een van de oudste, bewoonde wierden van Groningen zijn. De eerste bewoning gaat terug tot de midden-ijzertijd; de 5e eeuw voor Christus, waarschijnlijk nadat er voor de kwelderwal waarop de wierde is opgeworpen tussen ca. 750 en 500 v. Chr. een nieuwe kwelderwal was gevormd, die de klappen van de zeegolven opving. De oude kwelderwal werd toen alleen nog enkele keren per jaar bij springvloeden en stormvloeden overstroomd en moest dus wel worden verhoogd om droge voeten te houden. De hoogte van de onderste laag lag (rekening houdend met latere bodemdaling) waarschijnlijk op ongeveer 50 tot 60 cm boven NAP; ongeveer 10 tot 20 cm hoger dan het niveau dat stormvloeden gemiddeld eens in de 20 jaar konden bereiken.
Bij opgravingen in 2000 in het kader van het Frisia-project zijn acht schedels zonder onderkaak in verbrande koeienmest gevonden, waarvan 6 in een cirkel waren gelegd. De schedels dateren uit de 4e of 3e eeuw v.Chr. (Midden-IJzertijd) De functie is onduidelijk. Gespeculeerd wordt dat het zou kunnen gaan om een ceremonie in het kader van voorouderverering, die werd uitgevoerd toen de wierde werd uitgebreid. Deze opstelling van schedels is tot nog toe echter nergens anders aangetroffen. Uit ongeveer 350 v.Chr. stamt een schelpenlaag met mossels en kokkels, die toen blijkbaar veel werden gegeten. In de wierde is een scherf van streepbandaardewerk gevonden uit de late ijzertijd of de vroeg-Romeinse tijd. De overstromingen moeten gezien de aangetroffen afzettingen in de wierde zijn doorgegaan tot de midden-Romeinse tijd en waarschijnlijk ook nog in de vroege middeleeuwen. Uit de late Romeinse tijd (3e tot 4e eeuw) zijn weinig scherven gevonden en mogelijk is de wierde in die tijd dan ook een tijdlang verlaten geweest.
In de wierde zijn verder ook munten uit de Romeinse tijd en scherven uit de middeleeuwen (waarschijnlijk 8e eeuw) gevonden. Er zijn ook sporen van een mogelijke dobbe en van een zwaardriembeugel (handvat om zwaard vast te houden) gevonden. De wierde werd in de 6e eeuw waarschijnlijk bevolkt door Angelsaksen. In het verleden werd wel gedacht dat de naam Englum naar de Angelen verwees, maar dit wordt tegenwoordig als onwaarschijnlijk gezien. Meer waarschijnlijk wordt het geacht dat de naam verwijst naar de mansnaam Engel, Angel of Angilo. Vermoed wordt dat de inbraak van de Lauwers (het Reitdiep) in de periode tussen ongeveer 700 en 900 ervoor gezorgd heeft dat de wierde behoorlijk werd aangetast, want de dijk maakt hier een grote knip naar binnen. Wel kreeg de wierde toen weer een directe verbinding met de (Lauwers)zee. De wierde werd in de loop der tijd opgehoogd tot 4,2 meter boven NAP en bereikte een oppervlakte van ruim 5 hectare. Vanaf de 12e eeuw stopte de ophoging echter in verband met de aanleg van dijken. Aan noord- en westzijde van de wierde lagen waarschijnlijk de valgen.
Tussen ca. 1913 en 1919 werd de oostelijke helft van de wierde afgegraven om dienst te doen als vruchtbare wierdegrond. De gravers spitten daarbij zo diep dat ze zelfs de kweldergrond eronder deels weggroeven. Om deze reden werd de wierde ook wel aangeduid als de 'leege wier' ("lage wierde"). Op de westelijke helft stond de boerderij Wismaheerd (later Englum genaamd), die in 1927 afbrandde en vervolgens herbouwd werd aan westzijde van de wierde.
Tussen 2002 en 2006 werd op initiatief van een lokale boer (de grond was te drassig en ophoging zou de grond beter bewerkbaar maken) de wierde door de provincie Groningen weer 'hersteld' met ongeveer 80.000 kuub bagger uit het Reitdiep en de Kommerzijlsterriet. Daartoe werd in 2000 de wierde archeologisch onderzocht.

## Englumborg
In de middeleeuwen vormden de wierde om omstreken een van de 9 (later een van de 12) kluften van het Humsterland (de Eng(e)lumerkluft). In deze kluft stonden vroeger negen edele heerden waarvan drie die de grietman konden leveren; de Bennemaheerd, Ulsemaheerd en de Wismaheerd. Vermoedelijk was de Ulsemaheerd de voorganger van de Englumborg die ten zuiden van de weg in het land stond. Deze borg wordt voor het eerst (als zodanig) genoemd in 1665 en werd onder andere bewoond door de families Rengers en Ripperda. In 1774 werd de borg op afbraak verkocht. De huidige boerderij Englumstede staat op de plek van het vroegere schathuis, op een plek waar een heerd bekend is vanaf 1576. De grachten rondom de borgstee zijn nog deels aanwezig.